# دوايت إتش بيركنز
دوايت إتش بيركنز (بالإنجليزية: Dwight H. Perkins)‏ هو اقتصادي أمريكي، ولد في 1934.